# Joana Gama
Joana Gama (Braga, Portugal, 1983) est une pianiste et danseuse de ballet  portugaise. Elle s'est distinguée par son travail autour de l'œuvre du compositeur Erik Satie.

## Itinéraire
Joana Gama entre au Conservatoire de musique de Braga à seulement 5 ans. À peu près à la même époque, elle entame également des études de ballet, qu'elle considère comme fondamentales dans son approche plus physique et corporelle de l'instrument de musique.
De 2005 à 2009, elle travaille fréquemment avec l'Orquestra Metropolitana de Lisbonne.
En 2010, sous la direction d'António Rosado, elle complète une maîtrise en interprétation à l'Université d'Évora,. En 2017, dans la même institution, elle soutient sa thèse de doctorat « Études interprétatives sur la musique portugaise contemporaine pour piano : le cas particulier de la musique évocatrice d'éléments culturels portugais »,.

## Œuvres

### Joana Gama et l'œuvre d'Erik Satie
La première fois que la pianiste interprète l'œuvre d'Erik Satie, c'est en 2010, au Dias da Música du Centre culturel de Belém, à Lisbonne. En 2016, elle participe au projet « SATIE.150 – Une célébration en forme de parapluie », qui marque le 150e anniversaire de la naissance du compositeur français et bénéficie du soutien d'Antena 2. L'initiative comprend plus d'une douzaine de récitals dans divers lieux portugais et européens, ainsi qu'une conférence en contexte scolaire sur le compositeur, afin de faire connaître sa vie et son œuvre. L'année suivante, le concert qu'elle donne au Centre culturel de Belém dans le cadre de l'initiative est publié sur l'album « SATIE.150 », avec le soutien du GDA,.
En 2019, la pianiste revient sur le travail de Satie avec l'album Arcueil,. Inspiré par la banlieue où Satie a vécu les 27 dernières années de sa vie, l'album comprend également des compositions de Marco Franco, Federico Mompou, John Cage, Morton Feldman et Vítor Rua. L'album, qui s'est aussi matérialisé sous la forme d'un livre, comprend des textes et des dessins de plusieurs invités,.
Joana Gama développe aussi un récital commenté à destination des enfants intitulé J'aime bien Monsieur Satie.

### Joana Gama et la danse
La pianiste participe à plusieurs spectacles de danse, tels que Danza Ricercata et 27 Ossos, de Tânia Carvalho ; Orage, de Luís Guerra ; Pele de la société Útero ; et  Nocturno, une co-création avec Victor Hugo Pontes. En 2019, sa performance Home Sweet Home, avec la composition de Vítor Rua, est saluée par le journal Público pour son interprétation physique.

## Récompenses
- Elle reçoit le prix Jeunes Musiciens / Antena 2 à trois reprises entre 2004 et 2008[8],[9].